# Chisocheton vindictae
Chisocheton vindictae är en tvåhjärtbladig växtart som beskrevs av D.J. Mabberley. Chisocheton vindictae ingår i släktet Chisocheton och familjen Meliaceae. Inga underarter finns listade i Catalogue of Life.